# Hail to the King (album)
Hail to the King er det sjette album af det amerikanske heavy metal band Avenged Sevenfold og blev udgivet den 23. august 2013. Albummet blev produceret af Mike Elizondo og markerer det første album med bandets nyeste tilføjelse Arin Ilejay, som sluttede sig til bandet i 2011 og blev et officielt medlem i 2013. Dette album er også det første uden musikalske bidrag fra bandets afdøde trommeslager og medstifter, Jimmy "The Rev" Sullivan.

## Baggrund
- 15. november 2012 udtalte forsanger M. Shadows, at bandet havde arbejdet på et nyt album siden indspilningen af "Carry On" i august samme år.

- December 2012 udtalte bandet, at planen var at påbegynde indspilning af materiale til deres næste album i januar 2013, med en planlagt udgivelse senere samme år.

- Januar 2013 startede bandet, som annonceret, på indspilningen af deres nye album.

- Bandet streamede uddrag i maj 2013 på deres radio app. Her blev det også offentliggjort, at Arin Ilejay var blevet officielt bandmedlem og erstatning for The Rev.

- I et interview med Metal Hammer om det nye album udtalte M. Shadows, at albummet ville lyde mere blues rock-inspireret, og mere som klassisk rock og klassisk metal, med indflydelse fra Black Sabbath og Led Zeppelin.

- Bandet udgav fire teasere på YouTube, som viste bandets proces under indspilningen og uddrag af sangene fra albummet.

- 26. juni 2013 afslørede bandet titlen, coveret og udgivelsesdatoen på albummet, efterfulgt af den komplette nummerliste i juni.

- 8. august 2013 blev "Shepherd of Fire" afsløret som temasangen til Call of Duty: Black Ops II Zombies banen "Origins".

## Spor
| Nr. | Titel              | Længde |
| --- | ------------------ | ------ |
| 1.  | "Shepherd of Fire" | 5:22   |
| 2.  | "Hail to the King" | 5:04   |
| 3.  | "Doing Time"       | 3:27   |
| 4.  | "This Means War"   | 6:09   |
| 5.  | "Requiem"          | 4:23   |
| 6.  | "Crimson Day"      | 4:57   |
| 7.  | "Heretic"          | 4:55   |
| 8.  | "Coming Home"      | 6:26   |
| 9.  | "Planets"          | 5:56   |
| 10. | "Acid Rain"        | 6:38   |